# Psarandonis

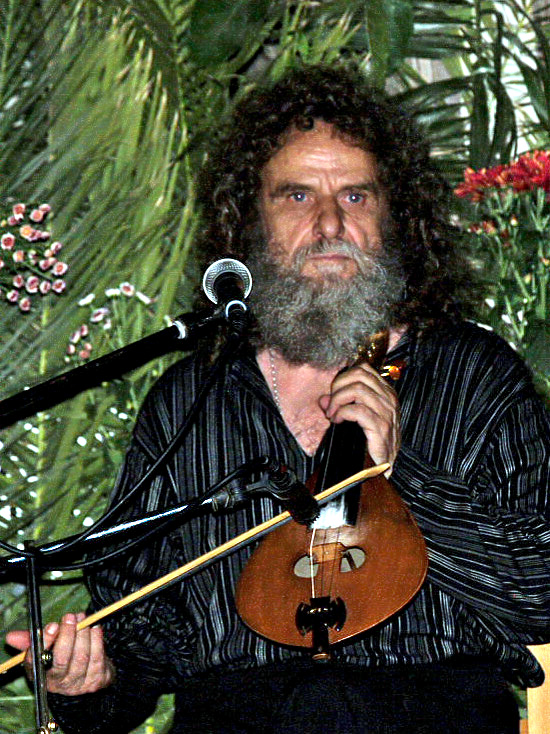
Psarandonis (2006)

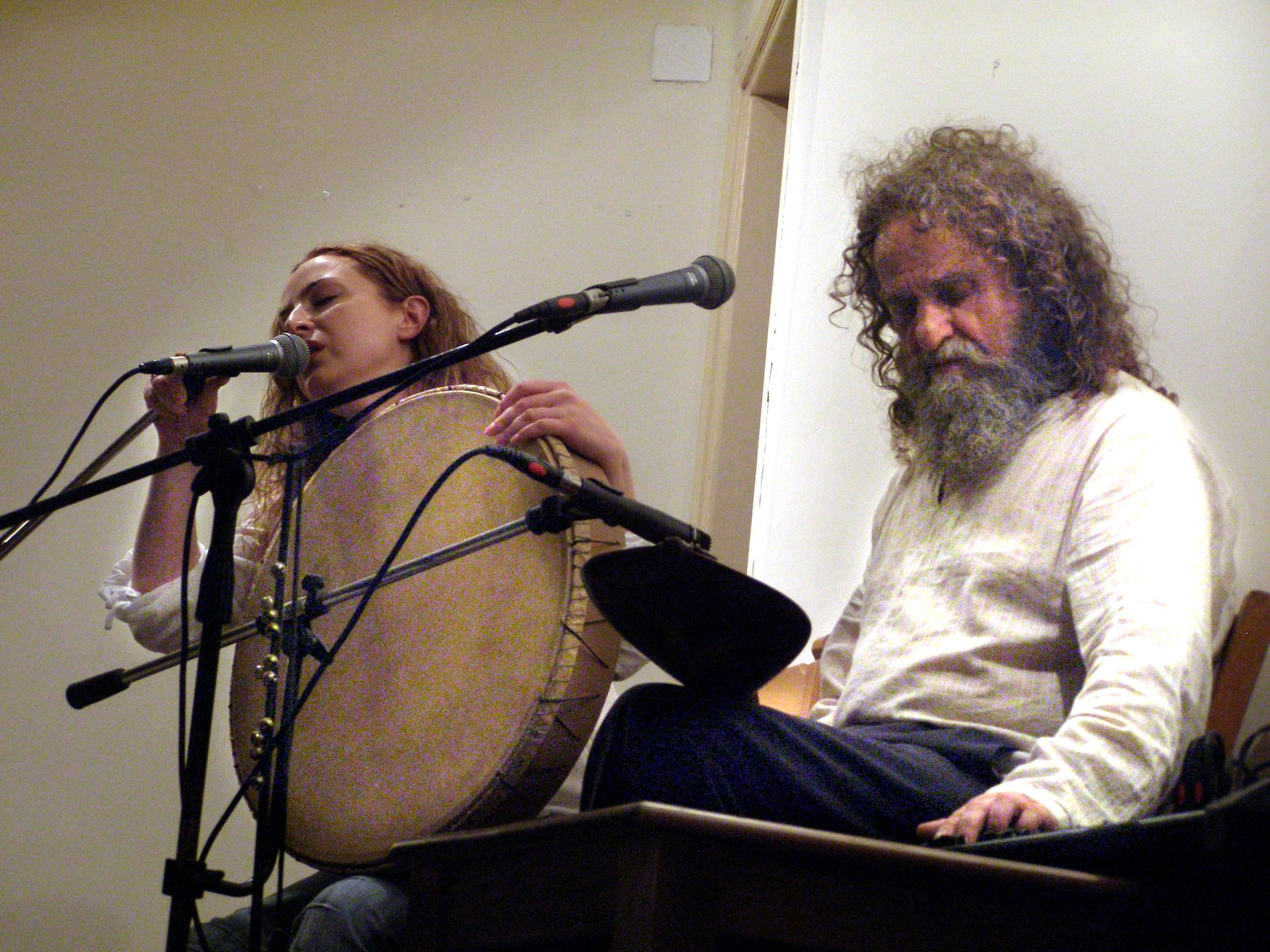
Mit seiner Tochter im Konzert

Psarandonis, auch Psarantonis (griechisch Ψαραντώνης, mit bürgerlichem Namen Andonis Xylouris (Αντώνης Ξυλούρης), * 6. September 1937 in Anogia in der Präfektur Rethymno) ist einer der bedeutendsten Lyra-Musiker und Sänger Kretas. 
Psarandonis – das Pseudonym ist zusammengesetzt aus dem Wort für „Fischer“ und seinem Vornamen – stammt aus einer der bekanntesten Musikerfamilien Kretas; sowohl sein Vater als auch sein Großvater waren bekannte Musiker, sein früh verstorbener Bruder Nikos Xylouris und sein weiterer Bruder Yannis sind ebenfalls in Kreta und ganz Griechenland bekannt. Psarandonis ist seit 1965 verheiratet mit Katerina Doulgeraki und hat fünf Kinder. Drei davon, die Tochter Niki und zwei Söhne, Giorgis und Charalambos, folgen der Tradition der Familie und gehen als Sängerin bzw. als Musiker mit Psarandonis auf Tour.
Psarandonis, als Kind Hirte, begann auf den Weiden der Berge Kretas mit dem Spiel der Lyra; erste Auftritte hatte er als Dreizehnjähriger auf Hochzeiten. 1964 nahm er seine erste Schallplatte auf, eine Single mit dem Titel "Εσκέφτηκα να σ' αρνηθώ". International wurde Psarandonis vom Bayerischen Rundfunk gegen Ende der 1970er Jahre entdeckt, als er in München bei einem Wettbewerb des BR den ersten Preis gewann. Auch seine erste Langspielplatte "Der Sohn des Psiloritis" (Son Of Psiloritis) wurde vom BR aufgenommen. Danach nahm er zahlreiche weitere Platten auf und wurde in großen Teilen Europas, Nordamerikas und Australiens unter den Liebhabern dieser Musik bekannt.
Psarandonis gilt als Vertreter der kretischen Volksmusik, auch wenn er durch seine Virtuosität und Vortragsweise einen eigenen Stil kreiert hat, welcher sich teils drastisch von der traditionellen Interpretation abhebt. Die Kombination archaischer Muster mit sehr persönlichen neuen Stilelementen und einem teils ekstatischem Vortrag machen die Musik des Andonis Xylouris unverwechselbar. Seine Texte bewegen sich eher in der typisch kretischen Tradition.

## Diskografie (Auswahl)
- 1976: Η Μάχη της Κρήτης/Πηγές
- 1978: Σαϊτέματα
- 1982: Αναστορήματα
- 1983: Οι Ρίζες μου
- 1985: Εκτός Εαυτού
- 1986: Να Κάμω Θέλω Ταραχή
- 1989: Τα Μεράκια του Ψαραντώνη
- 1990: Από Φλόγες η Κρήτη Ζωσμένη
- 1991: 30 Χρόνια - „30 Jahre“
- 1991: Son Of Psiloritis (aufgenommen 1981)
- 1991: Μαθήματα Πατριδογνωσίας
- 1994: Παλιό Κρασί Ειν' η Σκέψη μου - Palió krasí in'i skepsi mou
- 1995: Μουσική Ανοιξη
- 1996: Από Καρδιάς - Apó kardiás
- 1998: Νογώ - Nogó ("I reckon")
- 1999: Ιδαίον Αντρον - Ideon Andron
- 2001: I Machi tis Kritis
- Όταν σε βλέπω τραγουδώ - Ótan se vlepo tragoudó (zusammen mit Μαρκογιάννης)
- Ένα πουλί είχα στο κλουβί - Ena pouli eicha sto klouvi
- Ριζιτικα - Rizitika
- Ο δρόμος του Ψαραντώνη - O dromos tou Psarandóni
- Cretan Folk Melodies (o. J.)
- 2007: Na ´xen i thalassa vouná - Had the sea mountains
- 2008: Ekeia pou Thelo